# Very Kronos
Very Kronos, född 21 april 2014, är en svensk varmblodig travhäst som tränas av Svante Båth och körs av Erik Adielsson.
Very Kronos, som började tävla i april 2017 och då inledde med två raka segrar, har till oktober 2021 sprungit in 6,7 miljoner kronor på 52 starter varav 25 segrar, 5 andraplatser och 2 tredjeplats. De hittills största segrarna har kommit i Eskilstuna Fyraåringstest (2018), Svenskt Mästerskap (2020, 2021) och Sundsvall Open Trot (2021). Han har även segrat i Gulddivisionens final (nov, dec 2020).
Very Kronos utsågs till "Årets äldre" på den svenska Hästgalan år 2020.

## Exteriör och signalement
Very Kronos mankhöjd är 165 cm. Han är svartbrun i färgen, stor långlinjerad häst med något svagt utvecklad hingstkaraktär och väl ansatt smal hals. Han har långa bogar, djup i bålen samt påtagligt sluttande kors. Knätrång och fransysk höger fram, krockhasig och hastrång. Korta upprätade kotor samtliga ben och långa skenor. Nystar höger fram i skritt och trav.

## Karriär

### Tiden som unghäst
Very Kronos debuterade på tävlingsbanan den 26 april 2017 genom att segra i ett lopp på Solvalla. Han kördes då av Erik Adielsson som varit hans ordinarie kusk sedan dess. Han segrade även i sin nästa start som var ett treåringslopp under Elitloppshelgen 2017 på Solvalla. I den tredje starten diskvalificerades han för att ha galopperat men i september segrade han i ett uttagningslopp till Svenskt Trav-Kriterium. I kriteriefinalen i oktober 2017 på Solvalla startade Very Kronos som en av tre förhandsfavoriter (jämte Villiam och Coin Perdu) men kom att galoppera i starten och diskades därför. Efteråt beskrev kusken Adielsson loppet som ett av de tyngsta i hans karriär. Totalt under 2017 gjorde Very Kronos åtta starter på vilka han tog fem segrar och förblev obesegrad i de lopp där han inte galopperat.
Som fyraåring årsdebuterade Very Kronos den 25 april 2018 genom att ta en seger på Solvalla och fortsatte året med ytterligare två segrar innan han i det fjärde loppet felade med en galopp. I juli tog han sin första seger i ett grupplopp då han segrade i Eskilstuna Fyraåringstest på Sundbyholms travbana. Efter den prestationen seglade han upp som favorit till segern i 2018 års upplaga av Svenskt Travderby – det största fyraåringsloppet i Norden. I uttagningsloppet i augusti  felade han dock åter igen bort sig genom en galopp och diskvalificerades.

### Stegen in i den äldre eliten
Som femåring årsdebuterade Very Kronos i januari 2019 med en start på Solvalla där han dock diskvalificerades för galopp. Han reste sedan till Frankrike för att tävla där han i slutet på februari startade i Prix de la Mayenne på Vincennesbanan utanför Paris där han slutade på sjätte plats. Den 15 mars segrade han i Prix de la Canapville på travbanan i Cannes.
Very Kronos reste sedan hem till Sverige men hade ett tävlingsuppehåll under sommaren och missade därför sommarens alla stora lopp. Han gjorde comeback i augusti på Örebrotravet där han segrade i ett försök i Silverdivisionen. I september 2019 kom han på andra plats i Silverdivisionens final, slagen med en halv längd av Milliondollarrhyme. Han reste sedan återigen till Frankrike för att delta i det franska vintermeetinget på Vincennesbanan. Han gjorde där två starter i januari 2020 men slutade oplacerad i båda loppen.

### Tiden i världseliten
Very Kronos gjorde comeback på svensk mark i maj 2020 då han segrade i ett försök av Silverdivisionen på Örebrotravet. År 2020 skulle också bli året då hästen på allvar etablerade sig i eliten. I juni  kom han på tredje plats i Jämtlands Stora Pris och var bland annat före hästar som Double Exposure och Cyber Lane i mål.
Den 10 oktober 2020 tog han karriärens dittills största vinst då han segrade i Svenskt Mästerskap och travade på nytt världsrekord med tiden 1.11,6 över 2640 meter. Nästa start blev C.L. Müllers Memorial på Jägersro i slutet på oktober där han kom på andraplats efter att ha travat utvändigt om ledaren Cyber Lane som vann loppet. Very Kronos tog därpå fyra raka segrar i Gulddivisionen från november och framåt genom vinster i Gulddivisionen, Gulddivisionens final, Legolas Minne och slutligen Gulddivisionens final den 28 december 2020. Senare utsågs han på Hästgalan till "Årets Äldre"  för sina starka prestationer under året.
År 2021 årsdebuterade Very Kronos i april i ett uttagningslopp till finalen av Paralympiatravet. Han kom där på andra plats, slagen av Who's Who. Den 8 maj 2021 startade han i finalen av Paralympiatravet och kom också då på andra plats efter en stark spurt. Tre dagar senare blev Very Kronos den åttonde hästen att bjudas in till 2021 års upplaga av Elitloppet på Solvalla.

## Statistik

### Löpningsrekord
| Datum             | Bana     | Lopp                  | Tid    | Distans | Startmetod | Kusk           |
| ----------------- | -------- | --------------------- | ------ | ------- | ---------- | -------------- |
| 28 november 2020  | Solvalla | Gulddivisionens final | 1.10,9 | 2 140 m | autostart  | Erik Adielsson |
| 12 september 2016 | Åby      | Svenskt Mästerskap    | 1.11,6 | 2 640 m | autostart  | Erik Adielsson |
| 8 augusti 2020    | Åby      | Åby Stora Pris        | 1.12,8 | 3 140 m | autostart  | Erik Adielsson |

## Stamtavla
| Efter Ready Cash 2005  | Indy de Vive 1996 | Viking's Way       | Mickey Viking    |
| Efter Ready Cash 2005  | Indy de Vive 1996 | Viking's Way       | Josubie          |
| Efter Ready Cash 2005  | Indy de Vive 1996 | Tekiflore          | Kepi Vert        |
| Efter Ready Cash 2005  | Indy de Vive 1996 | Tekiflore          | Morgaflore       |
| Efter Ready Cash 2005  | Kidea 1998        | Extreme Dream      | Quito de Talonay |
| Efter Ready Cash 2005  | Kidea 1998        | Extreme Dream      | Tahitienne       |
| Efter Ready Cash 2005  | Kidea 1998        | Doceanide du Lilas | Workaholic       |
| Efter Ready Cash 2005  | Kidea 1998        | Doceanide du Lilas | Oceanide         |
| Undan Glide About 2000 | Yankee Glide 1994 | Valley Victory     | Baltic Speed     |
| Undan Glide About 2000 | Yankee Glide 1994 | Valley Victory     | Valley Victoria  |
| Undan Glide About 2000 | Yankee Glide 1994 | Gratis Yankee      | Speedy Crown     |
| Undan Glide About 2000 | Yankee Glide 1994 | Gratis Yankee      | Yankee Flight    |
| Undan Glide About 2000 | M.Stewart 1995    | American Winner    | Super Bowl       |
| Undan Glide About 2000 | M.Stewart 1995    | American Winner    | B.J.'s Pleasure  |
| Undan Glide About 2000 | M.Stewart 1995    | Garden Grove       | Arnie Almahurst  |
| Undan Glide About 2000 | M.Stewart 1995    | Garden Grove       | Ivory Coast      |